# Primeiro ancestral comum universal
O primeiro ancestral comum universal (FUCA, de first universal common ancestor) é uma entidade não-celular proposta que foi o primeiro organismo com um código genético capaz de tradução biológica de moléculas de ARN em peptídeos a produzir proteínas.  Seus descendentes incluem o último ancestral comum universal (LUCA, last universal common ancestor) e cada célula moderna. FUCA também seria o ancestral de antigas linhagens irmãs de LUCA, nenhum dos quais tem descendentes modernos, mas que se pensa terem transferido horizontalmente alguns dos seus genes no genoma dos primeiros descendentes de LUCA.
FUCA acredita-se que tenha sido composto por progenotas, propondo sistemas biológicos antigos que teriam usado RNA para seu genoma e autorreplicação. Em comparação, LUCA teria tido um metabolismo complexo e um genoma de ADN com centenas de genes e famílias de genes.

## Origens
Muito antes do aparecimento de entidades biológicas compartimentadas como FUCA, a vida já havia começado a se organizar e a emergir em uma era pré-celular conhecida como o mundo de ARN. A presença universal de tanto o mecanismo tradução biológica como do código genético em todos os sistemas biológicos indica monofilia, uma origem única para todos os sistemas biológicos, incluindo vírus e células.
O FUCA teria sido o primeiro organismo capaz de tradução biológica, usando moléculas de RNA para converter informações em peptídeos e produzir proteínas. Este primeiro sistema de tradução teria sido montado junto com um código genético primitivo, possivelmente sujeito a erros. Ou seja, o FUCA seria o primeiro sistema biológico a ter código genético para proteínas.
O desenvolvimento do FUCA provavelmente levou muito tempo. O FUCA foi gerado sem código genético, a partir do ribossomo, um sistema evoluído da maturação de uma maquinaria ribonucleoproteica. O FUCA surgiu quando um centro proto-peptidil transferase começou a emergir, quando replicadores do mundo do RNA começaram a ser capazes de catalisar a ligação de aminoácidos em oligopeptídeos.
Os primeiros genes do FUCA provavelmente codificavam proteínas ribossômicas, tRNA-aminoaciltransferase primitivas e outras proteínas que ajudaram a estabilizar e manter a tradução biológica. Esses peptídeos aleatórios possivelmente produzidos se ligaram de volta aos polímeros de ácido nucleico de fita simples e permitiram uma maior estabilização do sistema que se tornou mais robusto e foi posteriormente ligado a outras moléculas estabilizadoras. Quando o FUCA amadureceu, seu código genético foi completamente estabelecido.
O FUCA era composto por uma população de sistemas abertos, ribonucleoproteínas auto-replicantes. Com a chegada desses sistemas, começou a era progenitora. Esses sistemas evoluíram para a maturidade quando os processos de auto-organização resultaram na criação de um código genético. Esse código genético foi pela primeira vez capaz de organizar uma interação ordenada entre ácidos nucleicos e proteínas por meio da formação de uma linguagem biológica. Isso fez com que os sistemas abertos pré-celulares começassem a acumular informações e auto-organizar, produzindo os primeiros genomas pela montagem de vias bioquímicas, que provavelmente apareceram em diferentes populações progenitoras evoluindo independentemente.
Na hipótese de redução, onde vírus gigantes evoluíram de células primordiais que se tornaram parasitárias, os vírus podem ter evoluído após FUCA e antes de LUCA.

## Progenotas
Progenotas (também chamados ribócitas ou ribocélulas) são sistemas biológicos semiabertos ou abertos capazes de realizar uma intensa troca de informações genéticas, antes da existência de células e do LUCA.  O termo progenote (“progenota”) foi cunhado por Carl Woese em 1977, na época em que ele introduziu o conceito de três domínios da vida (bactéria, archaea e eukaryotas) e propôs que cada domínio se originasse de um progenote diferente.  O significado do termo mudou com o tempo. Na década de 1980, Doolittle e Darnell usaram a palavra “progenote” para designar o ancestral de todos os três domínios da vida, agora referido como o último ancestral comum universal (abreviado em [[L[ingua inglesainglês LUCA, last universal common ancestor).
Os termos ribocita e ribocélula referem-se a progenotes como protoribossomas, ribossomas primitivos que eram organismos celulares hipotéticos com RNA auto-replicante, mas sem DNA, e, portanto, com um genoma de RNA em vez do genoma de DNA usual.  No limiar Darwiniano de Carl Woese do período de evolução celular, acredita-se que os progenotes também tenham tido RNA como molécula informacional em vez de DNA.
A evolução do ribossomo de ribócitos antigos, máquinas auto-replicantes, em sua forma atual como uma máquina translacional pode ter sido a pressão seletiva para incorporar proteínas na auto-replicação dos mecanismos do ribossoma, de modo a aumentar a sua capacidade de auto-replicação. RNA ribossomial acredita-se que tenha surgido antes das células ou vírus, na época dos progenotas.
Os progenotes compuseram e foram descendentes de FUCA, e FUCA acredita-se que tenha organizado o processo entre a organização inicial dos sistemas biológicos e a maturação dos progenotas.  Os progenotas eram dominantes na era dos progenotas, a época em que os sistemas biológicos se originaram e inicialmente se montaram.  A era dos progenotas teria acontecido após a era pré-biótica do mundo de RNA e mundo de peptídeos mas antes da era dos organismos e dos sistemas biológicos maduros como vírus, bactérias e archaeas.
As populações de progenotes mais bem-sucedidas foram provavelmente aquelas capazes de ligar e processar carboidratos, aminoácidos e outros metabolitos intermediários e cofatores.  Em progenotas, a compartimentalização com membranas ainda não foi concluída e a tradução de proteínas não foi precisa.  Nem todo progenota tinha metabolismo próprio; diferentes etapas metabólicas estavam presentes em diferentes progenotas.  Portanto, supõe-se que existiu uma comunidade de subsistemas que passou a cooperar coletivamente e culminou em LUCA.

### Ribócitas e vírus
Na hipótese do eócito, o organismo na raiz de todos eócitos pode ter sido um ribócito do mundo de RNA.  Para DNA celular e manipulação de DNA, um cenário "fora de vírus" tem sido proposto: armazenar informações genéticas no DNA pode ter sido uma inovação realizada por vírus e posteriormente entregue duas vezes aos ribócitos, uma vez transformando-os em bactérias e outra transformando-os em archaea.
Similarmente, na eucariogênese viral, uma hipótese que teoriza que os eucariotos evoluíram a partir de um vírus DNA, os ribócitos podem ter sido um antigo hospedeiro do vírus DNA.  Como os ribócitos usaram RNA para armazenar suas informações genéticas, os vírus podem inicialmente ter adotado o DNA como forma de resistir à enzimas degradação de RNA nas ribocélulas hospedeiras.  Assim, a contribuição desta nova componente pode ter sido tão significativa como a contribuição dos cloroplastos ou mitocôndrias.  Seguindo esta hipótese, cada archaea, bactéria e eucarioto obteve seu sistema de informação de DNA de um vírus diferente.